# Liste schwäbischer Adelsgeschlechter/K

## K
| Name                   | Stammsitz | Stand                                         | Anmerkungen zu Geschichte und Verbreitung | Mitgliedschaft in Adelsvereinigungen, Bündnissen oder Matrikeln | Links zu relevanten Bildergalerien | Wappen                 |
| ---------------------- | --- | --------------------------------------------- | --- | --- | --- | ---------------------- |
| Kaib (von Hohenstein)  | Hohenstein | württembergische Ministerialen                | Zweig der Speth, erwähnt von 1287 bis 1483 | Leitbracken | |                        |
| Kaltental              | Burg Kaltental bis 1318, danach Aldingen am Neckar                                                                                         | Reichsritter                                  | | Leitbracken Kanton Kocher wegen Aldingen (14. Jahrhundert–1746) Mühlhausen am Neckar (bis 1582) und Oßweil (bis 1647)                                                 | Georg Friedrich von Kaltental und die Waise Adiz (Skulptur von Peter Lenk) weitere Bilder hier                                                      | Scheibler              |
| Karpfen; Karpffen      | Burg Hohenkarpfen bei Hausen ob Verena sowie Rietheim                                                                                      | Reichsritter                                  | Geschlecht 1663 erloschen | Kanton Neckar-Schwarzwald (1548–1663) | | Siebmacher             |
| Kechler von Schwandorf | Schwandorf, Ortsteil von Haiterbach 1802: Ober- und Untertalheim, sowie Unterschwandorf als Lehen Österreichs                              | Reichsritter Freiherren                       | | Sankt Jörgenschild Schwäbischer Bund Kanton Neckar-Schwarzwald (1548–1805) (bis 1748 auch mit dem Rittergut Diedelsheim)                                              | | Siebmacher             |
| Killingen              | Burg Killingen in Ellwangen-Killingen | Ministerialen des Klosters Ellwangen          | erwähnt von 1321 bis 1428; Stammesgenossen der Herren von Röhlingen, deren Wappen sie auch führen | | | Neuer Siebmacher       |
| Grafen von Kirchberg   | Oberkirchberg | Grafen                                        | | Leitbracken | Schwäbische Adelige als Räte Eberhard des Milden von Württemberg Graf von Kirchberg Nr. 41 weitere Bilder hier                                      | Ingeram-Codex          |
| Klingenberg            | Burg Klingenberg bei Homburg (Thurgau) seit 1300 Burg Hohentwiel                                                                           | Ministeriale der Bischöfe von Konstanz Grafen | Erste Erwähnung 1200 im Dienste der Bischöfe von Konstanz. Um 1300 bedeutende Stellung verschiedener Mitglieder der Familie als Bischöfe in Konstanz, Brixen und Freising, sowie als Vögte diverser süddeutscher Städte. Mitbegründer des Ritterbundes vom Sankt Jörgenschild. Parteigänger Habsburgs in den Auseinandersetzungen mit den Eidgenossen. Im 15. Jahrhundert Verstrickung in diverse Fehden. Allmählicher Ausverkauf des Besitzes. 1538 endgültiger Verkauf des Hohentwiel an Württemberg. 1583 Tod des letzten männlichen Klingenbergers. | Leitbracken Sankt Jörgenschild: Caspar von Klingenberg († 1439) erster Hauptmann Schwäbischer Bund: sein Enkel Caspar gefallen bei Rielassingen 1499 im Schwabenkrieg | Schwäbische Adelige als Räte Eberhard des Milden von Württemberg Caspar von Klingenberg, unten rechts(22) weitere Bilder hier                       | Scheibler              |
| Knöringen              | | Reichsritter Freiherren                       | | Leitbracken Kanton Altmühl des Ritterkreises Franken (wegen der 1545 erworbenen Herrschaft Krießberg samt Lustenau Kanton Kocher (1605–62) wegen Wildenstein)         | | Scheibler              |
| Koch von Gailenbach    | Schloss Gailenbach in Edenbergen | Reichsritter                                  | 1654 von Kaiser Ferdinand III. nobilitiert und in das Augsburger Patriziat aufgenommen. 1768 im Mannesstamm ausgestorben. | | |                        |
| Kochen                 | Kocherburg in Unterkochen | Lehnsmannen der Grafen von Helfenstein        | bezeugt von 1136 bis 1475; spalten sich danach wohl in eine Unterkochener (beurkundet 1539) und eine Oberkochener (beurkundet 1541) Linie | | | Wappen von Unterkochen |
| Königsegg              | Ursprünglich von Fronreute benennen sie sich ab 1251 nach Burg Königsegg bei Guggenhausen; später Burg Rothenfels bei Immenstadt im Allgäu | Staufische Ministrale; Freiherren; Grafen     | | Leitbracken | Leopold Wilhelm Graf von Königsegg-Rothenfels (1630–1694) Vizepräsident des Reichshofrats 1665–1671 Reichsvizekanzler 1666–1694 weitere Bilder hier | Scheibler              |
| Kyburg                 | Kyburg im Kanton Zürich | Grafen                                        | Seitenlinie der Grafen von Dillingen und der Grafen von Winterthur; der Mannesstamm starb 1263 aus, wodurch sich durch weibliche Erbfolge die habsburgischen Linien Kyburg-Burgdorf und Neu-Kyburg bildeten. | | |                        |